# Mars Orbiter Mission
A Mars Orbiter Mission, informalmente chamada de Mangalyaan, é uma missão espacial da Organização Indiana de Pesquisa Espacial, com a finalidade de estudar o planeta Marte. A nave espacial em órbita de Marte desde 24 de setembro de 2014 foi lançada em 05 de novembro de 2013. Foi uma missão planejada para aprimorar tecnologias para desenvolvimento e gerenciamento de missões interplanetárias. É a primeira missão interplanetária da Índia e, com o seu sucesso, a Organização Indiana de Pesquisa Espacial é a quarta agência espacial a atingir o planeta Marte, após o Programa espacial soviético, NASA e Agência Espacial Europeia.

## Objetivos
Os objetivos da missão Mars Orbiter Mission são:
- Desenvolver tecnologias para a exploração interplanetária;
- Projetar um orbitador realizar com sucesso uma viagem de 300 dias, comunicar-se com a Terra, inserir-se na órbita de Marte;
- Aprimorar a navegação e comunicação interplanetária;
- Estudo do planeta Marte: sua morfologia, mineralogia e atmosfera.